# Reverence (groupe)
Pour les articles homonymes, voir Reverence.
Reverence est un groupe de black metal français.

## Biographie
Fondé sur la base d'un one-man-band en 1998 par I.L, Reverence sort sa première réalisation Winds of North en 2001. Il s'ensuit une seconde, Wenn Die Nacht Kommt... en 2002, produite par le label discographique français D.U.K.E. En 2003, le split Decorporation avec Blut Aus Nord sort en vinyle, il est également produit par D.U.K.E. Cette même année, Reverence prend la forme d'un groupe à part entière avec l'arrivée de Sagoth (Antaeus, Eternal Majesty) à la basse et Earendal (Animus Herilis). En 2004, Sagoth quitte le groupe pour se consacrer pleinement à Eternal Majesty ; il est remplacé par Aym. Aussi, Earendal, pour des raisons de santé quitte Reverence. En parallèle, le split Anti-Life Terror voit le jour sur le label Brutal Druid Productions. Le label français DeadSun Records signe, au début de 2005, Reverence pour son premier album, ainsi, Industrial Mental Concept est alors disponible à la fin de cette même année.
Il s'ensuit un second split-album avec les groupes Bloodoline, Karras, et une fois de plus Blut Aus Nord. Intitulé Dissociated Human Junction, cette réalisation sort sur le label anglais Panik-Terror-Musik en 2006. Reverence voit l'arrivée de son nouveau batteur, V.R (Asmodée, Offending) et prépare son nouvel album. Le groupe se voit alors proposer un deal avec le label italien Avantgarde Music. Chamber of Divine Elaboration (également appelé CoDE) est rendu disponible en 2007. CoDE est enregistré au Drudenhaus Studio par Neb Xort (Anorexia Nervosa). KK, chanteur de Trepalium, vient prêter sa voix et participe au texte du titre Astral Noise Projection.
Le groupe commence ses premières prestations en live en 2008, mais avec un nouveau bassiste à la suite du départ d'Aym, Egwil (Lyzanxia, Seth). Le groupe enchaîne alors une série de dates en France en compagnie de Heimoth (Seth, Code) comme second guitariste. En 2009, Osmose Productions signe Reverence pour son troisième album Inactive Theocracy,,. Ce dernier est enregistré comme son prédécesseur au Drudenhaus Studio. Pour l'occasion, Hreidmarr (Anorexia Nervosa, CNK, Glaciation) vient poser sa voix sur le titre When The Light Blossoms ainsi que DK. Deviant (Arkhon Infaustus, Osculum Infame) sur le titre The Axis of Horror, les paroles de ce titre sont écrites en collaboration entre I.L et Deviant.
C'est en 2011 que le label français D.U.K.E revient vers le groupe en sortant la version LP collection de l'album Inactive Theocracy, initialement sortie sur Osmose Productions. 2012, les Anglais de Candlelight Records signe un contrat avec Reverence pour son quatrième album The Asthenic Ascension. Le titre Who Those Believed est écrit par Heimoth (Seth, Code). C'est en 2013 que le label Pictinian Records sort le tribute : Ond - A tribute to Enslaved pour les 20 ans d'existence du groupe norvégien. Reverence y figure en interprétant le titre Path To Vanir, de l'album Runn. À noter l'implication particulière d'Enslaved pour ce tribute.

## Membres
- I.L : chant, guitare, basse, clavier (depuis 1998)
- V.R : batterie (depuis 2006)

## Discographie

### Albums studio
- 2005 : Industrial Mental Concept
- 2007 : Chamber of Divine Elaboration
- 2009 : Inactive Theocracy
- 2012 : The Asthenic Ascension

### Autres participations
- 2003 : Decorporation (split-album avec Blut Aus Nord, Reverence - D.U.K.E)
- 2004 : Anti-Life Terror (split-album avec  Reverence, Wolok, Sons of Fenris - Burtal Duid Productions)
- 2006 : Dissociated Human Junction (split-album avec Bloodoline, Blut Aus Nord, Reverence, Karras -  Panik Terror Musik Rec.)
- 2013 : Ond - A Tribute To Enslaved (Pictonian Productions)

### Démos
- 2001 : Winds of North
- 2002 : Wenn Die Nacht Kommt...